# Ankara Şekerspor
Turanspor, früher bekannt als Ankara Şekerspor oder nur Şekerspor, war ein türkischer Fußballverein aus Ankara und wurde 1947 als Betriebsmannschaft der staatlichen Zuckerfabrik gegründet. Die Vereinsfarben waren grün-weiß. Der Verein spielte in den 1950er, 1960er, 1970er und 1990er Jahren insgesamt zehn Spielzeiten in der Süper Lig. In der Ewigen Tabelle der Süper Lig liegt der Verein auf dem 41. Platz. Damit ist der Verein nach MKE Ankaragücü, Gençlerbirliği Ankara und PTT SK (später in Türk Telekomspor umbenannt) der vierterfolgreichste Verein der Hauptstadt Ankara, welcher je in der Süper Lig aktiv gewesen war.

## Geschichte

### Vereinsgründung und erste Jahre
Der Verein wurde 1947 als Betriebsmannschaft der Türkiye Şeker Fabrikaları, der damaligen staatlichen Zuckerfabriken, in Ankara gegründet. Obwohl das Unternehmen über das ganze Land verteilt Fabriken hatte, befand sich die Zentrale in der türkischen Hauptstadt Ankara. Nach der Vereinsgründung nahm der Verein an der regionalen Ankara Futbol Ligi (dt. Fußballliga Ankara) teil. 1959 fusionierte der Verein mit dem Verein Ankara Hilâl Gençlikspor und nannte sich fortan Şeker Hilâl Spor Kulübü, kurz Şeker Hilâl SK oder nur Şeker Hilâl. Die Vereinsfarben, die bis zur Fusion mit Hilâl Gençlikspor Grün-Weiß waren, wurden in Blau-Gelb umgeändert.

### Teilnahme am Profifußball und erster Abstieg
Im Frühjahr 1959 wurde die erste landesweit ausgelegte Millî Lig, mit heutigem Namen Süper Lig, gegründet. Bis zu diesem Zeitpunkt existierte in der Türkei keine nationale Liga, sondern es existierten in den größeren Ballungszentren regionale Ligen. Şekerspor spielte zu diesem Zeitpunkt in der Ankara Futbol Ligi. Der türkische Fußballverband stellte als Teilnahmebedingung mehrere Auflagen. Die Vereine, die diese Auflagen erfüllten, wurden in der Liga aufgenommen. Şekerspor misslang aus Sicht des Fußballverbandes die Erfüllung der Auflagen, weshalb man an der ersten Spielzeit der Millî Lig nicht teilnahm. Diese wurde von Februar 1959 bis zum Juni 1959 ausgespielt und endete mit der Meisterschaft von Fenerbahçe Istanbul. Für die zweite Spielzeit, für die Spielzeit 1959/60, erhielt Şekerspor die Teilnahmegenehmigung und spielte fortan in der höchsten türkischen Spielklasse. Unter der Leitung des Cheftrainers Selahattin Tetik belegte man zum Saisonende den 12. Tabellenplatz und blieb über die gesamte Spielzeit im mittleren Tabellenplatz. Nachdem man in der Saison 1960/61 gegen Saisonende um den Klassenerhalt gekämpft und ihn letztendlich erreicht hatte, beendete man die nachfolgende Spielzeit als Tabellenletzter und musste in der nachfolgenden Relegationsrunde um den Klassenerhalt spielen. Schließlich erreichte man durch den 4. Relegationsplatz den Klassenerhalt erst in zweiter Instanz.
Die Spielzeit 1962/63 beendete man als Tabellenletzter und stieg in die neueingeführte und landesweit ausgetragene zweithöchste Spielklasse, in die 2. Lig, ab. Durch die Einführung der 2. Lig wurde die Millî Lig in 1. Lig umbenannt. Nach dem Abstieg wurde der Vereinsname wieder in Ankara Şekerspor bzw. in die gängigere Kurzform Şekerspor und die Vereinsfarben wieder auf Grün-Weiß geändert.

### Zweiter Abstieg und gerichtlich erzwungener Wiederaufstieg
In der ersten Saison der 2. Lig setzte man sich auf Anhieb an der Tabellenspitze fest und erreichte unter der Führung des Cheftrainers Fahrettin Cansever die erste Meisterschaft der 2. Lig und damit den direkten Wiederaufstieg in die 1. Lig. In die 1. Lig aufgestiegen kämpfte man über die gesamte Spielzeit um den Klassenerhalt. Nachdem man im Sommer 1965 den Klassenerhalt noch erreichte, verpasste man ihn in der nachfolgenden Spielzeit auf eine sehr umstrittene Art und Weise. In der Saison 1965/66 wurde die Begegnung Şekerspor-Beykozspor aufgrund von Fanausschreitungen und Übergriffen auf die Spieler von Şekerspor beim Spielstand 1:0 für Şekerspor abgebrochen und das Spiel wiederholt. Die Neuansetzung endete 1:1. Die Verantwortlichen von Şekerspor protestierten gegen diese Spielwiederholung und bestanden darauf, dass die Spielunterbrechung durch die Fans von Beykozspor zustande kam und deswegen sie selbst per Entscheid als Sieger feststehen müssten. Nachdem zum Saisonende 1965/66 Şekerspor mit einem Punkt Unterschied aber mit deutlich besserem Torverhältnis abgestiegen war, legten sie vor Gericht Einspruch ein. Sie forderten, dass das Spiel als Sieg anerkannt werden sollte, wodurch man den Klassenerhalt erreicht hätte. Das Gericht erklärte nach einem Jahr Prozess, dass Şekerspor als Sieger feststeht. So entschied der türkische Fußballverband, das Şekerspor, nachdem dieses ein Jahr in der 2. Liga gespielt hatte, zusätzlich zu den regulären Aufsteigern wieder am Spielbetrieb der 1. Liga teilnimmt.

### Abstieg bis in die Amateurliga
Die TFF 2. Lig 2012/13 beendete Çamlıdere Şekerspor die Saison als 17. und damit Tabellenletzter und verfehlte infolgedessen den Klassenerhalt der TFF 2. Lig. Damit begann der ehemals langjährige Erstligist ab dem Sommer 2013 in der TFF 3. Lig zu spielen.
In diesem Sommer, dem Sommer 2013, änderte der Verein erneut seinen Namen und nahm den ursprünglichen Namen Ankara Şekerspor wieder an. Die Klubführung begründete die Änderung damit, wieder das alte Şekerspor aufleben zu lassen. Entsprechend wurde auch das historische Logo wieder eingeführt.
Der Klub unterschrieb mit der Internetplattform TUTAP ein Name-Sponsoringvertrag. Danach sollte der Klub für die Vertragsdauer den Firmennamen in seinem Vereinsnamen mitführen und demzufolge TUTAP Şekerspor heißen. Nachdem die Mannschaft aber im Saisonverlauf um den Abstieg spielte und sich auch gegen Saisonende keine Besserung abzeichnete, wurde der Sponsoringvertrag vor dem 27. Spieltag aufgelöst. So spielte der Klub die restlichen Spieltage unter dem Namen Şekerspor bzw. Ankara Şekerspor. Am 29. Spieltag unterlag die Mannschaft vor heimischer Kulisse mit 0:3 Çorum Belediyespor. Durch diese Heimniederlage verfehlte die Mannschaft den Klassenerhalt der TFF 3. Lig und stieg zum ersten Mal in seiner Vereinshistorie in den Amateurfußball ab.
Nach dem Abstieg beschuldigte der Verein allen voran den amtierenden Bürgermeister Ankaras, Melih Gökçek, für den Abstieg mitverantwortlich zu sein. Dieser hätte laut Vereinsführung während seiner politischen Karriere durch eine Anzahl von Retortenvereinen wie Osmanlıspor FK, Keçiörengücü oder Bugsaşspor maßgeblich unterstützt und viele Einnahmen der Stadtverwaltung an diese Vereine abgegeben. Darüber hinaus habe er durch seine Amtsbefugnisse seinen Vereinen den Zugang zu Trainingsanlagen und Stadien ermöglicht. Alteingesessene Vereine wie Şekerspor, die sonst im türkischen Fußball immer von der Stadtverwaltung unterstützt werden, wurden nicht unterstützt und mussten alleine durch eigene Anstrengungen überleben.

## Chronologische Reihenfolge der Vereinsnamensänderungen
- 1947–1958: Şekerspor bzw. Ankara Şekerspor
- 1958–1963: Şeker Hilâl SK bzw. Şekerhilâl SK
- 1963–2005: Şekerspor bzw. Ankara Şekerspor
- 2005–2010: Etimesgut Şekerspor 1
- 2010–2012: Beypazarı Şekerspor 1
- 2012–2013: Çamlıdere Şekerspor 1
- 2013–2014: Şekerspor bzw. Ankara Şekerspor
- 2014–2015: TUTAP Şekerspor 1
- seit 2015: Şekerspor bzw. Ankara Şekerspor

## Erfolge
- Meister der TFF 1. Lig (2): 1963/64, 1971/72
- Play-off-Sieger der TFF 1. Lig: 1996/97
- Aufstieg in die Süper Lig: 1963/64, 1966/67[8], 1971/72, 1996/97
- Meister der TFF 2. Lig: 1993/94
- Aufstieg in die TFF 1. Lig: 1993/94
- Meister der TFF 3. Lig: 2005/06
- Aufstieg in die TFF 2. Lig: 2005/06

## Ligazugehörigkeit
- 1. Liga: 1959–1963, 1964–1966, 1967–1969, 1972–1973, 1997–1998
- 2. Liga: 1963–1964, 1966–1967, 1969–1972, 1973–1992, 1994–1997, 1998–2003
- 3. Liga: 1992–1994, 2003–2005, seit 2006–2013
- 4. Liga: 2005–2006, 2013–2015
- Amateurliga: seit 2015

## Rekordspieler
| Rang                 | Name                | Einsätze | Zeitraum  |
| -------------------- | ------------------- | -------- | --------- |
| 01.                  | Güngör Sürel        | 103      | 1965–1973 |
| 02.                  | Cahit Dikici        | 101      | 1959–1965 |
| 03.                  | Erol Boralı         | 100      | 1965–1973 |
| 04.                  | Selahattin Erdem    | 95       | 1964–1969 |
| 05.                  | Bekir Türkgeldi     | 93       | 1959–1962 |
| 06.                  | Bülent Yalçın       | 91       | 1959–1962 |
| 07.                  | Ülkü Saroz          | 89       | 1959–1962 |
| 08.                  | Muharrem Domaniçdağ | 87       | 1964–1969 |
| 09.                  | Ergun Taner         | 86       | 1959–1962 |
| 10.                  | Burhan Dalay        | 81       | 1959–1962 |
| Stand: 12. März 2016 |                     |          |           |

| Rang                 | Name                | Tor | Einsätze | Tor/Spiel |
| -------------------- | ------------------- | --- | -------- | --------- |
| 01.                  | Vahap Özbayer       | 19  | 79       | 0,24      |
| 01.                  | Muharrem Domaniçdağ | 19  | 87       | 0,22      |
| 02.                  | Yalçın Ayvazoğlu    | 15  | 72       | 0,21      |
| 03.                  | Mehmet Uğursal      | 14  | 51       | 0,27      |
| 03.                  | Altan Sayın         | 14  | 64       | 0,22      |
| 03.                  | Nazmi Meriç         | 14  | 73       | 0,19      |
| 04.                  | Güngör Sürel        | 13  | 103      | 0,13      |
| 05.                  | Ata Özbay           | 10  | 30       | 0,33      |
| 05.                  | Metin Erman         | 10  | 41       | 0,24      |
| 05.                  | Ferit Şimşek        | 10  | 50       | 0,2       |
| 06.                  | Hakan Keleş         | 9   | 30       | 0,3       |
| 06.                  | Hüseyin Esti        | 9   | 31       | 0,29      |
| 07.                  | Erol Boralı         | 8   | 100      | 0,08      |
| 08.                  | Cengiz Erkazan      | 7   | 95       | 0,23      |
| 09.                  | İhsan Gümüş         | 6   | 34       | 0,18      |
| 10.                  | Yalçın Uğraş        | 5   | 23       | 0,22      |
| 10.                  | Tanser Aydın        | 5   | 31       | 0,16      |
| 10.                  | Doğan Yiğit         | 5   | 71       | 0,07      |
| 10.                  | Cahit Dikici        | 5   | 101      | 0,05      |
| Stand: 12. März 2016 |                     |     |          |           |

## Bekannte ehemalige Spieler
| - Mehmet Altıparmak - Yunus Altun - İsmail Altunsaban - Erdem Arat - Eren Aydın - Tanser Aydın - Yalçın Ayvazoğlu - Nedim Baloğulları - Zafer Biryol - Erol Boralı - Mehmet Çakır - Fahrettin Cansever - Nuri Çolak - Yücel Çolak - Burhan Dalay - Cahit Dikici 1 - Muharrem Domaniçdağ - Ahmet Dursun - Kürşat Duymuş - Sabahattin Erbuğa | - Selahattin Erdem - Cengiz Erkazan - Metin Erman - Erdoğan Ertaul - Hüseyin Esti - İhsan Gümüş - Murat Hacıoğlu - Kerem İnan - Şenol Karagöl - Eyüp Kaymakçı - Hakan Keleş - Alp Küçükvardar - Nazmi Meriç - Ata Özbay - Vahap Özbayer - Faruk Sarman - Ülkü Saroz - Altan Sayın - Nevruz Şerif - Ferit Şimşek | - Yusuf Şimşek - Güngör Sürel - Ergun Taner - Candan Tarhan - Bekir Türkgeldi - Yalçın Uğraş - Mehmet Uğursal - Kubilay Umay - Selahattin Ünlü - Bülent Yalçın - Sergen Yalçın - Şenol Yavaş - Doğan Yiğit - Ahmet Yıldırım - Selçuk Yula |

## Ehemalige Trainer (Auswahl)
- İsfendiyar Açıksöz (August 1961[9] - Mai 1962[10])
- Cem Pamiroğlu (Juli 2001 - Mai 2002)
- Arif Peçenek (August 2002 - Oktober 2002)
- Osman Özköylü (August 2007 - Februar 2008)
- Bünyamin Süral (Oktober 2012 - März 2013)
- Kenan Öztürk (Januar 2015 - )